# Colonia Guadalupe, Tepotzotlán
Colonia Guadalupe är en ort i Mexiko, tillhörande kommunen Tepotzotlán i delstaten Mexiko. Colonia Guadalupe ligger i den centrala delen av landet och tillhör Mexico Citys storstadsområde. Orten hade 1 178 invånare vid folkräkningen 2010.